# رالف غيليس
رالف غيليس (بالإنجليزية: Ralph Gilles)‏ هو مصمم سيارات ومصمم ورائد أعمال ومهندس أمريكي، ولد في 14 يناير 1970 في نيويورك في الولايات المتحدة.